# Epinomide
L'Epinomide (in greco Ἐπινομίς) è un dialogo anticamente attribuito a Platone ma la cui autenticità è messa in dubbio dagli studiosi contemporanei; in particolare, stando alla testimonianza di Diogene Laerzio, è molto probabile che l'autore sia stato Filippo di Opunte, allievo e segretario del filosofo ateniese, che alla morte del maestro fu responsabile della trascrizione della sua ultima opera, le Leggi.
La vicenda del dialogo prende le mosse proprio dalla parte finale delle Leggi, di cui si ipotizza possa essere il tredicesimo libro. Lo stesso titolo infatti, composto di ἐπί (sopra) e νόμος (legge), sembra suggerire che l'autore (Platone o chi per lui) lo abbia composto come appendice a quest'ultima grande opera. Anche i personaggi sono i medesimi: l'Ateniese, Clinia e Megillo discutono dapprima della condizione umana e delle varie scienze a cui gli uomini si dedicano, dopodiché, nella seconda parte, affrontano questioni cosmologiche.

## La scienza del numero
I tre protagonisti delle Leggi – l'anonimo Ateniese, il cretese Clinia e lo spartano Megillo –, avendo esaurito i discorsi in merito alla formulazione delle leggi, si ritrovano per discutere quale sia la scienza attraverso la quale un uomo diventi sapiente. L'analisi inizia elencando le scienze che non sono in grado di rendere l'uomo tale, come ad esempio l'agricoltura, la caccia, la poesia e la pittura e la guerra. Dopo una breve indagine risulta che solo la scienza del numero è indispensabile, e senza di essa l'uomo sarebbe completamente smarrito e incapace di fare qualsiasi cosa. La scienza del numero rende l'uomo sapiente, ed è un dono del cielo: è la facoltà del calcolo, infatti, a rendere i mortali in grado di accogliere la virtù nella sua interezza. Inoltre, la sua importanza è evidente quando ci si accorge che anche le altre arti – in primis la musica – necessitano di ritmo e proporzione, e quindi del numero. La capacità di contare proviene all'uomo dall'ordine celeste, e in particolare dal movimento ciclico dei corpi celesti, dal moto del Sole e dalla fasi lunari, nelle quali la pluralità è ricondotta a unità.

## Questioni cosmologiche
Una volta stabilito che la scienza più importante è quella del numero, resta da verificare se chi è in possesso delle conoscenze appena indagate è realmente sapiente. Innanzitutto viene richiamata l'attenzione sulla superiorità dell'anima rispetto al corpo, che è intelligente e intelligibile, dotata di memoria e capace di riconoscere il pari dal dispari; quindi si passa a parlare degli elementi di cui sono composte le cose fisiche, cioè fuoco, acqua, aria, terra, etere. Gli esseri viventi vengono classificati a seconda degli elementi di cui sono plasmati. Si inizia con le due specie, tra di loro opposte, degli uomini e di quanti abitano la terra, che sono composti di materiali terrestri e sono quindi mortali, e dei corpi celesti, che sono immortali e il cui elemento è il fuoco. Mentre gli abitanti della terra si muovono di moto disordinato (quindi privo di ragione), il moto degli astri è immutabile e uniforme, procedendo a velocità costante, e ciò è indice della loro intelligenza: essi sono quindi dotati di anima e hanno natura divina. Viene quindi affrontata la questione delle altre tre specie di esseri viventi che si collocano tra queste due: nella scala si trova, subito dopo il fuoco, l'etere, quindi l'aria e l'acqua. Viene poi stabilita una gerarchia, che vede al primo posto gli dèi celesti, seguiti dai dèmoni aerei (mediatori tra le divinità e gli uomini), e i semidèi. I dèmoni conoscono ogni pensiero dei mortali, detestano i vizi e al contrario degli dèi partecipano del dolore, mentre i semidèi tendono a nascondersi alla vista.
Dopo aver osservato che, oltre agli dèi della tradizione, il cui culto va mantenuto invariato, bisogna onorare anche gli astri in quanto divinità visibili, l'Ateniese espone le caratteristiche delle otto potenze divine da lui individuate, le quali roteano all'infinito: Sole, Luna, Venere, Mercurio, Saturno, Giove, Marte, Cosmo. Tra questi il Sole svolge il compito di guida in quanto ha maggiore intelligenza, mentre il Cosmo (cioè le stelle fisse) si muove di moto opposto agli altri astri. Quindi, elogiati i popoli orientali per l'importanza da loro attribuita allo studio del cielo, l'Ateniese dà voce alla speranza che i Greci, grazie alla loro educazione e ai culti, si dimostrino in grado di comprendere il significato dei moti celesti. L'uomo ha infatti il diritto di indagare la realtà divina perché dotato di anima, causa prima di ogni bene. La vera sapienza richiede che si possegga una natura nobile, in grado di apprezzare la virtù, e che ci si dedichi a scienze propedeutiche, in primis a quella dei numeri, ma anche alla geometria e alla stereometria. Il fine ultimo è l'apprendimento dell'astronomia, che nulla ha a che fare con i miti narrati dai poeti come Esiodo, e che consiste nello studio del movimento dei corpi celesti. Solo in questo modo è possibile apprezzare la regolarità, il ritmo e l'armonia, e di conseguenza è possibile comprendere l'unità del molteplice. Il vero sapiente è colui che conosce profondamente tutto ciò, e che quindi potrà dirsi felice e beato. Agli uomini che si sono dedicati per tutta la vita a questi studi devono spettare, per legge, le cariche più alte dello Stato, primo fra tutti un posto nel Consiglio notturno che ha il compito di custodire l'ordine politico.

## Edizioni italiane
- Platone, Epinomide in Opere complete, a cura di Gabriele Giannantoni, Laterza, Bari, 1982, vol. VII.
- Platone, Epinomide, trad. di D. Ternavasio, in Tutte le opere, a cura di E.V. Maltese, Newton Compton, Roma, 2009.
- Platone, Epinomis, a cura di F. Aronadio, Federico Maria Petrucci e M. Tulli, Napoli, Bibliopolis, 2013, ISBN 978-88-708-8625-2.